# Persone di cognome Lee
| Questa pagina contiene informazioni ricavate automaticamente dalle voci biografiche con l'ausilio del template Bio e di un bot. L'aggiornamento è periodico e automatico e ricostruisce completamente la pagina. Se manca una persona in questa lista, sei pregato di non aggiungerla, ma accertati piuttosto che la sua voce biografica contenga il template Bio e che i dati anagrafici siano correttamente compilati. Se il template Bio manca, inseriscilo tu stesso o, in alternativa, metti l'avviso {{tmp\|Bio}} che ne segnala la mancanza. Se i dati riportati sono sbagliati, correggi direttamente la voce biografica; le modifiche saranno visibili in questa lista entro pochi giorni. Per chiarimenti vedi il progetto antroponimi. La lista contiene solo le 594 persone che sono citate nell'enciclopedia e per le quali è stato implementato correttamente il template Bio. Pagina aggiornata al 7 ago 2025. |

Questa è una lista di persone presenti nell'enciclopedia che hanno il cognome Lee, suddivise per attività principale.

## Allenatori di calcio(9)
- Sammy Lee, allenatore di calcio e ex calciatore inglese (Liverpool, n. 1959)
- Lee Chun-soo, allenatore di calcio e ex calciatore sudcoreano (Incheon, n. 1981)
- Lee Eul-yong, allenatore di calcio e ex calciatore sudcoreano (Taebaek, n. 1975)
- Lee Hoe-taik, allenatore di calcio, dirigente sportivo e ex calciatore sudcoreano (Gimpo, n. 1946)
- Lee Jang-soo, allenatore di calcio e ex calciatore sudcoreano (Haman, n. 1956)
- Lee Tae-hoon, allenatore di calcio sudcoreano (n. 1961)
- Lee Woon-jae, allenatore di calcio e ex calciatore sudcoreano (Cheongju, n. 1973)
- Lee Yoo-hyung, allenatore di calcio e calciatore sudcoreano (Sinch'ŏn, n. 1911 - Seul, † 2003)
- Lee Young-moo, allenatore di calcio e ex calciatore sudcoreano (Goyang, n. 1953)

## Allenatori di pallacanestro(2)
- Charles Lee, allenatore di pallacanestro e ex cestista statunitense (Washington, n. 1984)
- Chris Lee, allenatore di pallacanestro statunitense († 2019)

## Allenatrici di pallavolo(1)
- Jaimeson Lee, allenatrice di pallavolo e pallavolista statunitense (Austin, n. 1998)

## Altisti(2)
- Lee Jin-taek, ex altista sudcoreano (Chunranamdo, n. 1972)
- Lee Hup Wei, altista malaysiano (Kajang, n. 1987)

## Ammiragli(1)
- Willis Lee, ammiraglio e tiratore a segno statunitense (Natlee, n. 1888 - Maine, † 1945)

## Arciere(1)
- Lee Sung-jin, arciera sudcoreana (Chungnam, n. 1985)

## Arcieri(2)
- Lee Chang-hwan, arciere sudcoreano (n. 1982)
- Lee Seung-yun, arciere sudcoreano (n. 1995)

## Artiste marziali miste(1)
- Angela Lee, artista marziale mista statunitense (Vancouver, n. 1996)

## Artisti(2)
- Lennie Lee, artista sudafricano (Johannesburg, n. 1958)
- Marc Lee, artista svizzero (Knutwil, n. 1969)

## Artisti marziali(2)
- Bruce Lee, artista marziale e attore hongkonghese (San Francisco, n. 1940 - Hong Kong, † 1973)
- James Yimm Lee, artista marziale statunitense (Oakland, n. 1920 - San Francisco, † 1972)

## Assassini seriali(1)
- Lee Choon-jae, serial killer sudcoreano (Hwaseong, n. 1963)

## Astronauti(1)
- Mark Lee, ex astronauta statunitense (Viroqua, n. 1952)

## Astronomi(3)
- Byung-chol Lee, astronomo sudcoreano
- John Lee, astronomo, matematico e numismatico britannico (n. 1783 - Hartwell House, † 1866)
- Lee Tae-hyung, astronomo sudcoreano (n. 1964)

## Attiviste(1)
- Philomena Lee, attivista irlandese (n. 1933)

## Attori pornografici(1)
- Keiran Lee, attore pornografico britannico (Derby, n. 1984)

## Attrici pornografiche(3)
- Brooklyn Lee, ex attrice pornografica statunitense (n. 1989)
- Lorelei Lee, attrice pornografica, regista e scrittrice statunitense (San Francisco, n. 1981)
- McKenzie Lee, attrice pornografica britannica (Leicester, n. 1979)

## Bassisti(1)
- Will Lee, bassista statunitense (San Antonio, n. 1952)

## Batteristi(2)
- Michael Lee, batterista britannico (Darlington, n. 1969 - † 2008)
- Ric Lee, batterista e compositore britannico (Mansfield, n. 1945)

## Biografe(1)
- Hermione Lee, biografa e critica letteraria britannica (Winchester, n. 1948)

## Calciatrici(2)
- Lee Geum-min, calciatrice sudcoreana (n. 1994)
- Lee Young-ju, calciatrice sudcoreana (n. 1992)

## Canottiere(2)
- Susan Lee, ex canottiera australiana (n. 1966)
- Zoe Lee, canottiera britannica (Richmond, n. 1985)

## Cantanti(48)
- Harisu, cantante, modella e attrice sudcoreana (Seongnam, n. 1975)
- Lee Sung-yeol, cantante e attore sudcoreano (Yongin, n. 1991)
- Angelica Lee, cantante e attrice malaysiana (Kedah, n. 1976)
- Arthur Lee, cantante e chitarrista statunitense (Memphis, n. 1945 - Memphis, † 2006)
- Kam Lee, cantante statunitense (Yonkers, n. 1966)
- Ben Lee, cantante e attore australiano (Sydney, n. 1978)
- Bill Lee, cantante statunitense (Johnson, n. 1916 - Los Angeles, † 1980)
- Lee Joon, cantante e attore sudcoreano (Seul, n. 1988)
- Shenseea, cantante giamaicana (Mandeville, n. 1996)
- CoCo Lee, cantante, produttrice discografica e attrice hongkonghese (Hong Kong, n. 1975 - Hong Kong, † 2023)
- Cory Lee, cantante canadese (Vancouver, n. 1984)
- Dee C. Lee, cantante britannica (Londra, n. 1961)
- Dickey Lee, cantante statunitense (n. 1936)
- Cha Eun-woo, cantante, attore e modello sudcoreano (Gunpo, n. 1997)
- Ben, cantante sudcoreana (Incheon, n. 1991)
- Lee Gi-kwang, cantante, attore e ballerino sudcoreano (Gwangju, n. 1990)
- Lee Hi, cantante sudcoreana (Bucheon, n. 1996)
- Wonho, cantante sudcoreano (Corea del Sud, n. 1993)
- Hoya, cantante, ballerino e attore sudcoreano (Pusan, n. 1991)
- Lee Hoi-chuen, cantante, attore teatrale e attore hongkonghese (Jun'an, n. 1901 - Hong Kong, † 1965)
- Lee Hong-ki, cantante e attore sudcoreano (Seul, n. 1990)
- Lee Hye-ri, cantante e attrice sudcoreana (Seul, n. 1994)
- Lee Hyo-ri, cantante e attrice sudcoreana (Cheongwon, n. 1979)
- Eunhyuk, cantante e attore sudcoreano (Gyeonggi, n. 1986)
- Lee Jai-jin, cantante e ballerino sudcoreano (Busan, n. 1979)
- Jeanne Lee, cantante e compositrice statunitense (New York, n. 1939 - Tijuana, † 2000)
- Qri, cantante e attrice sudcoreana (Goyang, n. 1986)
- Lee Jin, cantante e attrice sudcoreana (Seul, n. 1980)
- Onew, cantante, attore e conduttore radiofonico sudcoreano (Gwangmyeong, n. 1989)
- Jonathan Lee, cantante, compositore e produttore discografico taiwanese (Taipei, n. 1958)
- Robert Lee, cantante, chitarrista e attore hongkonghese (Hong Kong, n. 1948)
- Lee Jun-ho, cantante e attore sudcoreano (Ilsan, n. 1990)
- Lee Jung-hyun, cantante e attrice sudcoreana (Gimje, n. 1980)
- Yaeji, cantante, disc jockey e produttrice discografica statunitense (New York, n. 1993)
- Keiko Lee, cantante giapponese (Handa)
- Lee Mi-ja, cantante sudcoreana (Seul, n. 1941)
- Min, cantante, attrice e modella sudcoreana (Seul, n. 1991)
- Mink, cantante sudcoreana (Corea del Sud, n. 1984)
- Lee Moon-sae, cantante e conduttore radiofonico sudcoreano (n. 1959)
- Lee Nan-young, cantante sudcoreana (Mokpo, n. 1916 - Seul, † 1965)
- Lee Seung-cheol, cantante sudcoreano (Seul, n. 1966)
- Lee Seung-gi, cantante e attore sudcoreano (Seul, n. 1987)
- Lee So-ra, cantante sudcoreana (Pusan, n. 1969)
- Lee Soo-young, cantante sudcoreana (Seul, n. 1979)
- Sunny, cantante, attrice e conduttrice radiofonica sudcoreana (Los Angeles, n. 1989)
- Steve Lee, cantante e compositore svizzero (Horgen, n. 1963 - Mesquite, † 2010)
- Lee Su-hyun, cantante, attrice e conduttrice radiofonica sudcoreana (Gyeonggi, n. 1999)
- Lee Su-ji, cantante e attrice sudcoreana (Busan, n. 1998)

## Cantautori(2)
- Lee Dong-hae, cantautore, ballerino e attore sudcoreano (Mokpo, n. 1986)
- Seungri, cantautore, attore e produttore discografico sudcoreano (Gwangju, n. 1990)

## Cantautrici(5)
- IU, cantautrice e attrice sudcoreana (Seul, n. 1993)
- Amy Lee, cantautrice, compositrice e polistrumentista statunitense (Riverside, n. 1981)
- Chaeyeon, cantautrice e ballerina sudcoreana (Yongin, n. 2000)
- Lee Sun-hee, cantautrice sudcoreana (Boryeong, n. 1964)
- Sunmi, cantautrice sudcoreana (Iksan, n. 1992)

## Cestiste(12)
- Lee Eon-ju, ex cestista sudcoreana (Sacheon, n. 1977)
- Lee Eun-yeong, ex cestista sudcoreana (Seul, n. 1976)
- Lee Gang-hui, ex cestista sudcoreana (Seul, n. 1969)
- Lee Geum-jin, ex cestista sudcoreana (n. 1965)
- Lee Gyeong-eun, cestista sudcoreana (Seul, n. 1987)
- Lee Hyeong-suk, ex cestista sudcoreana (n. 1964)
- Lee Jong-ae, ex cestista sudcoreana (Incheon, n. 1975)
- Lee Mi-ja, ex cestista sudcoreana (n. 1963)
- Lee Mi-seon, ex cestista sudcoreana (Gwangju, n. 1979)
- Lee Ok-ja, ex cestista sudcoreana (Seul, n. 1952)
- Lee Seung-a, ex cestista sudcoreana (Incheon, n. 1992)
- Lee Yu-jin, ex cestista sudcoreana (Seul, n. 1971)

## Cestisti(39)
- Butch Lee, ex cestista e allenatore di pallacanestro portoricano (Santurce, n. 1956)
- David Lee, ex cestista statunitense (Modesto, n. 1942)
- Doug Lee, ex cestista statunitense (Washington, n. 1964)
- Emilio Lee, ex cestista filippino (n. 1936)
- Greg Lee, cestista statunitense (Los Angeles, n. 1951 - San Diego, † 2022)
- Ron Lee, ex cestista statunitense (Boston, n. 1952)
- Russ Lee, ex cestista statunitense (Boston, n. 1950)
- Arthur Lee, ex cestista statunitense (Los Angeles, n. 1977)
- Lee Byeong-gu, ex cestista sudcoreano (Seul, n. 1942)
- Lee Byeong-guk, ex cestista e allenatore di pallacanestro sudcoreano (n. 1947)
- Carmelo Lee, ex cestista statunitense (Atlanta, n. 1977)
- Lee Chak Men, cestista singaporiano (n. 1922)
- Lee Chung-hui, ex cestista e allenatore di pallacanestro sudcoreano (n. 1959)
- Clyde Lee, ex cestista statunitense (Nashville, n. 1944)
- Courtney Lee, ex cestista statunitense (Indianapolis, n. 1985)
- Lee Dae-seong, cestista sudcoreano (Sacheon, n. 1990)
- Damion Lee, cestista statunitense (Baltimora, n. 1992)
- David Lee, ex cestista statunitense (St. Louis, n. 1983)
- George Lee, ex cestista e allenatore di pallacanestro statunitense (Highland Park, n. 1936)
- Lee In-pyo, ex cestista e allenatore di pallacanestro sudcoreano (Seul, n. 1943)
- James Lee, ex cestista statunitense (Lexington, n. 1956)
- Lee Jeong-hyeon, cestista sudcoreano (Gwangju, n. 1987)
- Lee Jong-hyeon, cestista sudcoreano (Seul, n. 1994)
- Keith Lee, ex cestista e allenatore di pallacanestro statunitense (West Memphis, n. 1962)
- Kurk Lee, ex cestista statunitense (Baltimora, n. 1967)
- Malcolm Lee, ex cestista statunitense (Riverside, n. 1990)
- Marcus Lee, cestista statunitense (San Francisco, n. 1994)
- Michael Lee, cestista statunitense (Tallahassee, n. 1986)
- Lee Min-hyeon, ex cestista sudcoreano (n. 1965)
- Lee Mun-gyu, ex cestista e allenatore di pallacanestro sudcoreano (n. 1956)
- Lee Nan-hui, cestista taiwanese († 2019)
- Paris Lee, cestista statunitense (Maywood, n. 1995)
- Rock Lee, ex cestista statunitense (La Jolla, n. 1955)
- Saben Lee, cestista statunitense (Saint Louis, n. 1999)
- Lee Sang-min, ex cestista e allenatore di pallacanestro sudcoreano (Seul, n. 1972)
- Lee Seong-gu, cestista, allenatore di pallacanestro e dirigente sportivo sudcoreano (Cheonan, n. 1911 - Seul, † 2002)
- Lee Seung-hyeon, cestista sudcoreano (Gumi, n. 1992)
- Lee U-seok, cestista sudcoreano (n. 1999)
- Lee Won-u, cestista sudcoreano (n. 1958 - Seul, † 2004)

## Chimici(1)
- Yuan T. Lee, chimico taiwanese (Hsinchu, n. 1936)

## Chitarristi(4)
- Albert Lee, chitarrista inglese (Leominster, n. 1943)
- Alvin Lee, chitarrista, cantante e compositore britannico (Nottingham, n. 1944 - Marbella, † 2013)
- Larry Lee, chitarrista e cantautore statunitense (Memphis, n. 1943 - Memphis, † 2007)
- Nick Lee, chitarrista e compositore statunitense (New York, n. 1973)

## Compositori(1)
- Dai-Keong Lee, compositore cinese (Honolulu, n. 1915 - † 2005)

## Costumiste(1)
- Franne Lee, costumista e pittrice statunitense (Bronx, n. 1941 - Atlantis, † 2023)

## Criminologi(1)
- Henry Lee, criminologo e investigatore statunitense (Rugao, n. 1938)

## Danzatori(1)
- Lee Tae-min, ballerino, cantante e attore sudcoreano (Seul, n. 1993)

## Danzatrici(1)
- Gypsy Rose Lee, ballerina e attrice statunitense (Seattle, n. 1911 - Los Angeles, † 1970)

## Dermatologhe(1)
- Sandra Lee, dermatologa, personaggio televisivo e youtuber statunitense (New York, n. 1970)

## Designer(1)
- Suki Lee, designer statunitense (Hong Kong)

## Direttori d'orchestra(1)
- Everett Lee, direttore d'orchestra e violinista statunitense (Wheeling, n. 1916 - Malmö, † 2022)

## Dirigenti sportivi(1)
- Colin Lee, dirigente sportivo, allenatore di calcio e ex calciatore inglese (Torquay, n. 1956)

## Disc jockey(2)
- Dave Lee, disc jockey e produttore discografico britannico (n. 1964)
- Tokimonsta, disc jockey e produttrice discografica statunitense (Los Angeles, n. 1988)

## Doppiatrici(1)
- Wendee Lee, doppiatrice statunitense (Los Angeles, n. 1960)

## Drammaturghe(1)
- Sophia Lee, drammaturga, educatrice e scrittrice inglese (Londra, n. 1750 - Clifton, † 1824)

## Economisti(1)
- Hoesung Lee, economista sudcoreano (Contea di Yesan, n. 1945)

## Fisici(2)
- David M. Lee, fisico statunitense (Rye, n. 1931)
- Tsung-Dao Lee, fisico cinese (Shanghai, n. 1926 - San Francisco, † 2024)

## Fotografi(1)
- Russel Lee, fotografo statunitense (Ottawa, n. 1903 - Austin, † 1986)

## Fumettiste(1)
- Lee So-young, fumettista sudcoreana (n. 1973)

## Fumettisti(2)
- Jae Lee, fumettista statunitense (n. 1972)
- Jim Lee, fumettista e editore sudcoreano (Seul, n. 1964)

## Generali(6)
- Charles Lee, generale britannico (Cheshire, n. 1732 - Filadelfia, † 1782)
- Lee Hsien Loong, generale e politico singaporiano (Singapore, n. 1952)
- Robert Edward Lee, generale statunitense (Stratford Hall Plantation, n. 1807 - Lexington, † 1870)
- Stephen Lee, generale statunitense (Charleston, n. 1833 - Vicksburg, † 1908)
- William C. Lee, generale statunitense (Dunn, n. 1895 - Dunn, † 1948)
- William Henry Fitzhugh Lee, generale e politico statunitense (Arlington House, n. 1837 - Ravensworth, † 1891)

## Ginnaste(1)
- Sunisa Lee, ginnasta statunitense (Saint Paul, n. 2003)

## Ginnasti(2)
- Lee Chih-kai, ginnasta taiwanese (Yilan, n. 1996)
- Lee Joo-hyung, ex ginnasta sudcoreano (n. 1973)

## Giocatori di badminton(4)
- Lee Chong Wei, giocatore di badminton malese (Bagan Serai, n. 1982)
- Lee Dong-soo, ex giocatore di badminton sudcoreano (n. 1974)
- Lee Jae-jin, giocatore di badminton sudcoreano (Miryang, n. 1983)
- Lee Yong-dae, giocatore di badminton sudcoreano (Hwasun, n. 1988)

## Giocatori di baseball(2)
- Carlos Lee, giocatore di baseball panamense (Aguadulce, n. 1976)
- Cliff Lee, ex giocatore di baseball statunitense (Benton, n. 1978)

## Giocatori di football americano(11)
- Andy Lee, giocatore di football americano statunitense (Westminster, n. 1982)
- Darron Lee, giocatore di football americano statunitense (Chattanooga, n. 1994)
- David Lee, ex giocatore di football americano statunitense (Shreveport, n. 1943)
- Elijah Lee, giocatore di football americano statunitense (Saint Joseph, n. 1996)
- Jacky Lee, giocatore di football americano statunitense (Minneapolis, n. 1938 - † 2016)
- Marqise Lee, ex giocatore di football americano statunitense (Inglewood, n. 1991)
- Marquel Lee, giocatore di football americano statunitense (n. 1995)
- Matt Lee, giocatore di football americano statunitense (Oviedo, n. 2001)
- Pat Lee, giocatore di football americano statunitense (Miami, n. 1984)
- Sean Lee, giocatore di football americano statunitense (Pittsburgh, n. 1986)
- Taku Lee, giocatore di football americano giapponese (Nagoya, n. 1995)

## Giocatori di snooker(1)
- Andy Lee, giocatore di snooker inglese (Hinckley, n. 1980)

## Giocatrici di badminton(2)
- Lee Hyo-jung, giocatrice di badminton sudcoreana (Seul, n. 1981)
- Lee Kyung-won, giocatrice di badminton sudcoreana (n. 1980)

## Giocatrici di biliardo(1)
- Jeanette Lee, giocatrice di biliardo statunitense (Brooklyn, n. 1971)

## Giornalisti(1)
- Ivy Lee, pubblicista e pubblicitario statunitense (Cedartown, n. 1877 - † 1934)

## Goisti(3)
- Lee Chang-ho, goista sudcoreano (Jeonju, n. 1975)
- Lee Ji-hyun, goista sudcoreano (Taiyuan, n. 1992)
- Lee Se-dol, goista sudcoreano (Jeollanam-do, n. 1983)

## Golfiste(1)
- Minjee Lee, golfista australiana (Perth, n. 1996)

## Hockeisti su ghiaccio(1)
- Anders Lee, hockeista su ghiaccio statunitense (Edina, n. 1990)

## Illustratori(1)
- Alan Lee, illustratore e pittore inglese (Middlesex, n. 1947)

## Imprenditori(3)
- Lee Byung-chul, imprenditore sudcoreano (Uiryeong, n. 1910 - Seul, † 1987)
- Harry David Lee, imprenditore statunitense (Randholph, n. 1849 - San Antonio, † 1928)
- Lee Shau Kee, imprenditore cinese (Shunde, n. 1928 - Hong Kong, † 2025)

## Ingegneri(1)
- Gentry Lee, ingegnere e scrittore statunitense (New York City, n. 1942)

## Inventori(2)
- James Paris Lee, inventore scozzese (Hawick, n. 1831 - Short Beach, † 1904)
- William Lee, inventore inglese (Calverton, n. 1563 - Parigi, † 1614)

## Judoka(3)
- Lee Hye-Kyeong, judoka sudcoreana (n. 1996)
- Lee Kyung-keun, ex judoka sudcoreano (n. 1962)
- Lee Won-hee, ex judoka sudcoreano (Seul, n. 1981)

## Latinisti(1)
- Mark Owen Lee, latinista, musicologo e saggista statunitense (Detroit, n. 1930 - Toronto, † 2019)

## Maratoneti(1)
- Lee Bong-ju, ex maratoneta sudcoreano (Cheonan, n. 1970)

## Matematici(1)
- Weyman Lee, matematico inglese (n. 1681 - † 1785)

## Militari(1)
- Alfredo Abon Lee, militare cubano (n. 1927 - Englewood, † 2012)

## Mistiche(1)
- Ann Lee, mistica britannica (Manchester, n. 1736 - Watervliet, † 1784)

## Modelle(6)
- Brook Lee, modella statunitense (Pearl City, n. 1971)
- China Lee, modella e attrice statunitense (New Orleans, n. 1942)
- Honey Lee, modella e attrice sudcoreana (Seul, n. 1983)
- Lee Ji-sun, modella sudcoreana (Seul, n. 1983)
- Sung Hi Lee, modella e attrice sudcoreana (Seul, n. 1970)
- Lee Sung-hye, modella sudcoreana (Seul, n. 1988)

## Musicisti(2)
- Adrian Lee, musicista britannico (Londra, n. 1957)
- Alex Lee, musicista e compositore britannico (Bristol, n. 1970)

## Navigatori(1)
- Reginald Lee, marinaio britannico (Benson, n. 1870 - Kenilworth, † 1913)

## Nobili(2)
- Charlotte Lee, contessa di Lichfield, nobile inglese (n. 1664 - † 1718)
- Edward Lee, I conte di Lichfield, nobile e politico britannico (n. 1663 - † 1716)

## Nuotatori(1)
- Kyle Lee, nuotatore australiano (Harare, n. 2002)

## Nuotatrici(2)
- Kareena Lee, nuotatrice australiana (n. 1993)
- Valerie Lee, ex nuotatrice statunitense

## Pallavoliste(5)
- Lee Da-yeong, pallavolista sudcoreana (Iksan, n. 1996)
- Lee Hyo-hee, pallavolista sudcoreana (Suwon, n. 1980)
- Lee Jae-yeong, pallavolista sudcoreana (Jeonju, n. 1996)
- Simone Lee, pallavolista statunitense (Milwaukee, n. 1996)
- Lee So-young, pallavolista sudcoreana (n. 1994)

## Pallavolisti(2)
- David Lee, pallavolista statunitense (Alpine, n. 1982)
- Lee Woo-jin, pallavolista sudcoreano (Uijeongbu, n. 2005)

## Pattinatori di short track(7)
- Lee Han-bin, pattinatore di short track sudcoreano (Seul, n. 1988)
- Lee Ho-eung, ex pattinatore di short track sudcoreano (n. 1978)
- Lee Ho-suk, ex pattinatore di short track sudcoreano (Seul, n. 1986)
- Lee Jun-ho, ex pattinatore di short track sudcoreano (Seul, n. 1965)
- Lee Jun-hwan, ex pattinatore di short track sudcoreano (n. 1977)
- Lee June-seo, pattinatore di short track sudcoreano (Daejeon, n. 2000)
- Lee Jung-su, pattinatore di short track sudcoreano (Seul, n. 1989)

## Pattinatori di velocità su ghiaccio(2)
- Lee Kang-seok, pattinatore di velocità su ghiaccio sudcoreano (Uijeongbu, n. 1985)
- Lee Seung-hoon, pattinatore di velocità su ghiaccio e pattinatore di short track sudcoreano (Seul, n. 1988)

## Pattinatrici artistiche su ghiaccio(1)
- Lee Hae-in, pattinatrice artistica su ghiaccio sudcoreana (Daejeon, n. 2005)

## Pattinatrici di short track(2)
- Lee Eun-byeol, pattinatrice di short track sudcoreana (Seul, n. 1991)
- Lee Yu-bin, pattinatrice di short track sudcoreana (Bucheon, n. 2001)

## Pattinatrici di velocità su ghiaccio(1)
- Lee Sang-hwa, pattinatrice di velocità su ghiaccio sudcoreana (Seul, n. 1989)

## Pentatleti(1)
- Lee Chun-heon, pentatleta sudcoreano (n. 1980)

## Pianisti(1)
- Yiruma, pianista e compositore sudcoreano (Seul, n. 1978)

## Pistard(2)
- Lee Hye-jin, pistard sudcoreana (Seongnam, n. 1992)
- Lee Wai Sze, pistard hongkonghese (Kowloon, n. 1987)

## Politiche(4)
- Barbara Lee, politica statunitense (El Paso, n. 1946)
- Laurel Lee, politica statunitense (Cleveland, n. 1974)
- Summer Lee, politica statunitense (Pittsburgh, n. 1987)
- Susie Lee, politica statunitense (Canton, n. 1966)

## Politici(20)
- Charles Lee, politico e avvocato statunitense (n. 1758 - † 1815)
- Chris Lee, politico statunitense (Kenmore, n. 1964)
- Ed Lee, politico statunitense (Seattle, n. 1952 - San Francisco, † 2017)
- Fitzhugh Lee, politico statunitense (Clermont, n. 1835 - Washington, † 1905)
- Francis Lightfoot Lee, politico statunitense (Stratford Hall Plantation, n. 1734 - Menokin, † 1797)
- Gideon Lee, politico statunitense (Amherst, n. 1778 - Geneva, † 1841)
- Lee Hae-chan, politico sudcoreano (Cheongyang, n. 1952)
- Lee Jae-myung, politico sudcoreano (Andong, n. 1964)
- John Lee Ka-chiu, politico hongkonghese (Hong Kong, n. 1957)
- Lee Ju-ho, politico sudcoreano (Daegu, n. 1961)
- Lee Kuan Yew, politico e avvocato singaporiano (Singapore, n. 1923 - Singapore, † 2015)
- Mike Lee, politico e avvocato statunitense (Mesa, n. 1971)
- Lee Myung-bak, politico sudcoreano (Osaka, n. 1941)
- Lee Nak-yon, politico sudcoreano (Contea di Yeonggwang, n. 1951)
- Richard Henry Lee, politico statunitense (Stratford Hall Plantation, n. 1732 - Chantilly, † 1794)
- Silas Lee, politico e giudice statunitense (Concord, n. 1760 - Wiscasset, † 1814)
- David Lee, politico taiwanese (n. 1949)
- Thomas Lee, politico e militare statunitense (Mount Pleasant - Stratford Hall Plantation, † 1750)
- Lee Wan-koo, politico sudcoreano (Contea di Cheongyang, n. 1950 - Seul, † 2021)
- Bill Lee, politico e imprenditore statunitense (Franklin, n. 1959)

## Produttori cinematografici(1)
- Roy Lee, produttore cinematografico statunitense (New York, n. 1969)

## Produttori discografici(3)
- Bunny Lee, produttore discografico giamaicano (Kingston, n. 1941 - † 2020)
- Jacknife Lee, produttore discografico e musicista irlandese
- Lee Soo-man, produttore discografico sudcoreano (Seul, n. 1952)

## Produttrici televisive(1)
- Shannon Lee, produttrice televisiva statunitense (Santa Monica, n. 1969)

## Pugili(1)
- Norvel Lee, pugile statunitense (n. 1924 - Bethesda, † 1992)

## Rapper(8)
- Bewhy, rapper sudcoreano (Daejeon, n. 1993)
- CL, rapper e cantautrice sudcoreana (Seul, n. 1991)
- Basick, rapper sudcoreano (Daegu, n. 1986)
- Keith Ape, rapper sudcoreano (Seul, n. 1993)
- Duckwrth, rapper, cantante e produttore discografico statunitense (Los Angeles, n. 1989)
- Dok2, rapper sudcoreano (Gyeongju, n. 1990)
- Lee Seung-hoon, rapper, cantautore e coreografo sudcoreano (Pusan, n. 1992)
- Lee Tae-yong, rapper e compositore sudcoreano (Seul, n. 1995)

## Registi(12)
- Ang Lee, regista, sceneggiatore e produttore cinematografico taiwanese (Pingtung, n. 1954)
- Lee Byung-hoon, regista televisivo e produttore televisivo sudcoreano (Yeongi, n. 1944)
- Lee Chang-dong, regista, sceneggiatore e politico sudcoreano (Daegu, n. 1954)
- Lee Cheol-ha, regista, sceneggiatore e produttore cinematografico sudcoreano (Seul, n. 1970)
- Damian Lee, regista, sceneggiatore e produttore cinematografico canadese (n. 1950)
- Francis Lee, regista, sceneggiatore e attore britannico (Soyland, n. 1969)
- Lee Hyun-seung, regista, sceneggiatore e produttore cinematografico sudcoreano (Seul, n. 1961)
- Jieho Lee, regista statunitense (New York, n. 1973)
- Malcolm D. Lee, regista, sceneggiatore e produttore cinematografico statunitense (New York, n. 1970)
- Rowland V. Lee, regista, sceneggiatore e produttore cinematografico statunitense (Findlay, n. 1891 - Palm Desert, † 1975)
- Lee Sang-il, regista e sceneggiatore sudcoreano (Niigata, n. 1974)
- Spike Lee, regista, sceneggiatore e attore statunitense (Atlanta, n. 1957)

## Rugbisti a 15(1)
- Samson Lee, rugbista a 15 britannico (Swansea, n. 1992)

## Scacchiste(1)
- Alice Lee, scacchista statunitense (Minneapolis, n. 2009)

## Sceneggiatori(1)
- Lester Lee, sceneggiatore statunitense (New York, n. 1904 - Los Angeles, † 1956)

## Scenografi(2)
- Eugene Lee, scenografo statunitense (Beloit, n. 1939 - Providence, † 2023)
- Ming Cho Lee, scenografo cinese (Shangai, n. 1930 - New York, † 2020)

## Schermidori(4)
- Ivan Lee, schermidore statunitense (Brooklyn, n. 1981)
- Lee Kwang-hyun, schermidore sudcoreano (n. 1993)
- Lee Sang-gi, ex schermidore sudcoreano (n. 1966)
- Lee Sang-yeop, schermidore sudcoreano (Pusan, n. 1972)

## Schermitrici(2)
- Lee Hye-in, schermitrice sudcoreana (Ulsan, n. 1995)
- Lee Hye-sun, schermitrice sudcoreana (n. 1983)

## Sciatori alpini(1)
- Steven Lee, ex sciatore alpino australiano (Sydney, n. 1962)

## Scrittori(4)
- Chang-rae Lee, scrittore sudcoreano (Seul, n. 1965)
- Chong-Sik Lee, scrittore nordcoreano (Anju, n. 1931 - Filadelfia, † 2021)
- Don Lee, scrittore statunitense (Tokyo, n. 1959)
- Sidney Lee, scrittore e biografo britannico (Bloomsbury, n. 1859 - Londra, † 1926)

## Scrittrici(7)
- Harper Lee, scrittrice statunitense (Monroeville, n. 1926 - Monroeville, † 2016)
- Hyapatia Lee, scrittrice, ex attrice pornografica e musicista statunitense (Indianapolis, n. 1960)
- Janice Y. K. Lee, scrittrice statunitense (Hong Kong, n. 1972)
- Lilian Lee, scrittrice e sceneggiatrice cinese (Hong Kong, n. 1959)
- Min Jin Lee, scrittrice statunitense (Seul, n. 1968)
- Tanith Lee, scrittrice inglese (Londra, n. 1947 - East Sussex, † 2015)
- Vernon Lee, scrittrice inglese (Boulogne-sur-Mer, n. 1856 - Firenze, † 1935)

## Snowboarder(2)
- Lee Chae-un, snowboarder sudcoreano (n. 2006)
- Lee Sang-ho, snowboarder sudcoreano (Jeongseon, n. 1995)

## Sollevatori(3)
- Lee Bae-young, ex sollevatore sudcoreano (Yudeung-myeon, n. 1979)
- Lee Hyung-kun, sollevatore sudcoreano (Contea di Gangjin, n. 1964 - Seul, † 2022)
- Lee Myung-soo, ex sollevatore sudcoreano (n. 1957)

## Stilisti(1)
- Daniel Lee, stilista britannico (Bradford, n. 1986)

## Taekwondoka(3)
- Lee Ah-reum, taekwondoka sudcoreana (n. 1992)
- Lee Da-bin, taekwondoka sudcoreana (n. 1996)
- Lee Dae-hoon, taekwondoka sudcoreano (Seul, n. 1992)

## Tennistavoliste(1)
- Lee Eun-sil, ex tennistavolista sudcoreana (n. 1976)

## Tennistavolisti(2)
- Lee Chul-seung, tennistavolista sudcoreano (Gimcheon, n. 1972)
- Lee Sang-su, tennistavolista sudcoreano (n. 1990)

## Tenniste(3)
- Gabriela Lee, tennista romena (Galați, n. 1995)
- Janet Lee, ex tennista taiwanese (Lafayette, n. 1976)
- Lee Ya-hsuan, tennista taiwanese (Taipei, n. 1995)

## Tennisti(3)
- Lee Hsin-han, tennista taiwanese (n. 1988)
- Lee Hyung-taik, ex tennista sudcoreano (Hoengseong, n. 1976)
- Martin Lee, ex tennista britannico (Londra, n. 1978)

## Tuffatori(3)
- Matthew Lee, tuffatore britannico (Leeds, n. 1998)
- Robbie Lee, tuffatore britannico (n. 2005)
- Samuel Lee, tuffatore statunitense (Fresno, n. 1920 - Newport Beach, † 2016)

## Velociste(1)
- Muna Lee, velocista statunitense (Little Rock, n. 1981)

## Velocisti(2)
- Harry Lee, velocista statunitense (Waterloo, n. 1877 - Los Angeles, † 1937)
- Dexter Lee, velocista giamaicano (Montego Bay, n. 1991)

## Vescovi cattolici(1)
- Stephen Lee, vescovo cattolico cinese (Hong Kong, n. 1956)

## Violoncellisti(1)
- Sebastian Lee, violoncellista, compositore e insegnante tedesco (Amburgo, n. 1805 - Amburgo, † 1887)

## Wrestler(3)
- Keith Lee, wrestler statunitense (Wichita Falls, n. 1984)
- Sara Lee, wrestler e personaggio televisivo statunitense (Saginaw, n. 1992 - San Antonio, † 2022)
- Matt Menard, wrestler canadese (Niagara Falls, n. 1983)

## Senza attività specificata(9)
- Lee Eun-chul, ex tiratore a segno sudcoreano (n. 1967)
- Lee Eun-kyung, ex arciera sudcoreana (n. 1972)
- Lee Han-sup, ex arciere sudcoreano (n. 1966)
- Lee Jae-dong, videogiocatore sudcoreano (Ulsan, n. 1990)
- Lee Kar Wai, ex arciere hongkonghese (Hong Kong, n. 1983)
- Faker, videogiocatore sudcoreano (Seul, n. 1996)
- Lee Sun-hee, ex taekwondoka sudcoreana (n. 1978)
- Lee Young-ho, videogiocatore sudcoreano (Daejeon, n. 1992)
- Lee Yun-yeol, videogiocatore sudcoreano (Gumi, n. 1984)